# Dana Barrett
Dana Barrett è un personaggio immaginario apparso per la prima volta nel film Ghostbusters - Acchiappafantasmi (1984) e nei suoi sequel Ghostbusters II (1989) e Ghostbusters: Legacy (2021). Interpretata da Sigourney Weaver, nel doppiaggio italiano del primo film il suo nome viene pronunciato come Dena. Nonostante sia uno dei personaggi principali di entrambe le pellicole, non compare nella serie televisiva animata The Real Ghostbusters, spin-off del film.

## Biografia del personaggio

### Ghostbusters - Acchiappafantasmi(1984)
Nel primo film Dena Barrett è una nubile orchestrale che suona il violoncello, goffamente corteggiata dal vicino di casa Louis Tully (Rick Moranis), che abita in un palazzo del centro di New York. Tale palazzo, costruito all'inizio del XX secolo da Ivo Shandor, è una sorta di portale interdimensionale per garantire l'accesso di un dio sumero sulla Terra, Gozer, detto "il distruggitore". Dopo aver assistito ad eventi paranormali nella cucina di casa sua si rivolge agli acchiappafantasmi e di lei s'infatua immediatamente Peter Venkman (Bill Murray). In un successivo evento paranormale in casa sua, Dana viene posseduta spiriticamente da Zuul (detto il Guardia di Porta), un semidio subalterno a Gozer. Nel contempo anche Louis viene posseduto dall'altro semidio (Vinz Clortho, detto il Mastro di Chiavi) e, dopo il loro incontro in cui si presume consumino un rapporto sessuale, si trasformano in due creature mostruose dall'aspetto animale per accogliere Gozer (Slavitza Jovan). Nel finale del film, dopo che gli acchiappafantasmi hanno sconfitto il dio sumero, Dana (così come Louis) riemerge dal corpo del mostro in cui si era trasformata, che nel frattempo si è ritrasformato in pietra.

### Ghostbusters II - Acchiappafantasmi II(1989)
Nel secondo film, ambientato 5 anni dopo, Dana è una restauratrice ed ha un figlio di pochi mesi (Oscar) che cresce da sola perché separata dal suo compagno (successivo a Peter). Dai primi dialoghi in cui reincontra Peter si viene a sapere che la loro relazione, presumibile dal finale del primo film, si è interrotta perché lui la considerava una sorta di palla al piede. Quando un'entità di consistenza melmosa esce dal rubinetto della vasca di casa di Dana, intenta a fare il bagnetto al bambino, lei si rivolgerà di nuovo agli acchiappafantasmi e man mano riprenderà il rapporto con Peter. Nel museo dove Dana e colleghi stanno restaurando un inquietante quadro raffigurante Vigo (Wilhelm von Homburg), sanguinario tiranno di Carpazia e Moldavia del XVI secolo; il quadro stesso si anima e assoggetta mentalmente Janosz (Peter MacNicol), direttore dei lavori di restauro. Il piano di Vigo è quello di ritornare sulla Terra (per conquistarla) dentro il corpo di un neonato, Oscar, di cui ha prescelto i genitori: Dana e Janosz. Rapita e portata al museo da Janosz, Dana (con suo figlio) verrà nuovamente salvata dagli acchiappafantasmi e si rimetterà con Peter.

### Ghostbusters: Legacy(2021)
Sigourney Weaver ritorna nel suo stesso ruolo nel nuovo film del 2021, intitolato Ghostbusters: Legacy, vero sequel dei primi due film originali.
Compare in una scena dopo i titoli di coda e si scopre che sta ancora con Peter Venkman, come vediamo nel secondo film.